# Johann Jacob Moser
Johann Jacob Moser (ur. 18 stycznia 1701 w Stuttgarcie; zm. 30 września 1785 tamże) – niemiecki prawnik prawa publicznego, uczony, profesor Uniwersytetu w Tybindze oraz Uniwersytetu Viadrina we Frankfurcie nad Odrą.

## Życiorys
Podczas swoich trzyletnich, w dużym stopniu autodydaktycznych studiów prawniczych na Uniwersytecie w Tybindze, zajmował się głównie prawem publicznym i publicystyką prawniczą. Już w wieku 18 lat został profesorem nadzwyczajnym Wydziału Prawa. W późniejszych latach wykładał na Uniwersytecie Viadrina we Frankfurcie nad Odrą.

## Dzieła
- Teutsches Staatsrecht, 50 Teile, 1737–1754 (Digitalisate: Band 44, 45, 46, 47, 48, 49, 50, Hauptregister)
- Neues teutsches Staatsrecht, 20 Teile, 1766–1775
- Versuch des neuesten Europäischen Völker-Rechts in Friedens- und Kriegszeiten, 10 Teile, Frankfurt 1777–1780
- De comitatu principali Montepeligardo eiusque praerogativis, Dissertation, Tübingen 1720
- Grund-Riss der heutigen Staats-Verfassung des Teutschen Reichs : zum Gebrauch academ. Lectionen entworffen, Tübingen 1754
- Von der Teutschen Reichs-Stände Landen, deren Landständen, Unterthanen, Landes-Freyheiten , Beschwerden, Schulden und Zusammenkünften, Frankfurt und Leipzig 1769
- Von der reichs-staettischen Regiments-Verfassung. Nach denen Reichs-Gesezen und denen Reichs-Herkommen, wie auch aus denen teutsche, Mezler, Frankfurt 1772–1773 (Digitalisat)
- Abhandlung verschiedener besonderer Rechts-Materien, 20 Stücke, Franckfurt 1772–1777
- Familien-Staats-Recht derer Teutscher Reichsstände, Frankfurt 1775
- Beyträge zu Reichsritterschafftlichen Sachen, 4 Stücke, Ulm 1775
- Lebensgeschichte Johann Jacob Mosers ..., von ihm selbst beschrieben, Frankfurt 1777–1783
- Nord-Amerika nach den Friedensschlüssen vom Jahr 1783, 3 Bände, Leipzig 1784–1785